# Agrias reforma
Agrias reforma är en fjärilsart som beskrevs av Peter William Michael 1929. Agrias reforma ingår i släktet Agrias och familjen praktfjärilar. Inga underarter finns listade i Catalogue of Life.